# 倫敦救護服務

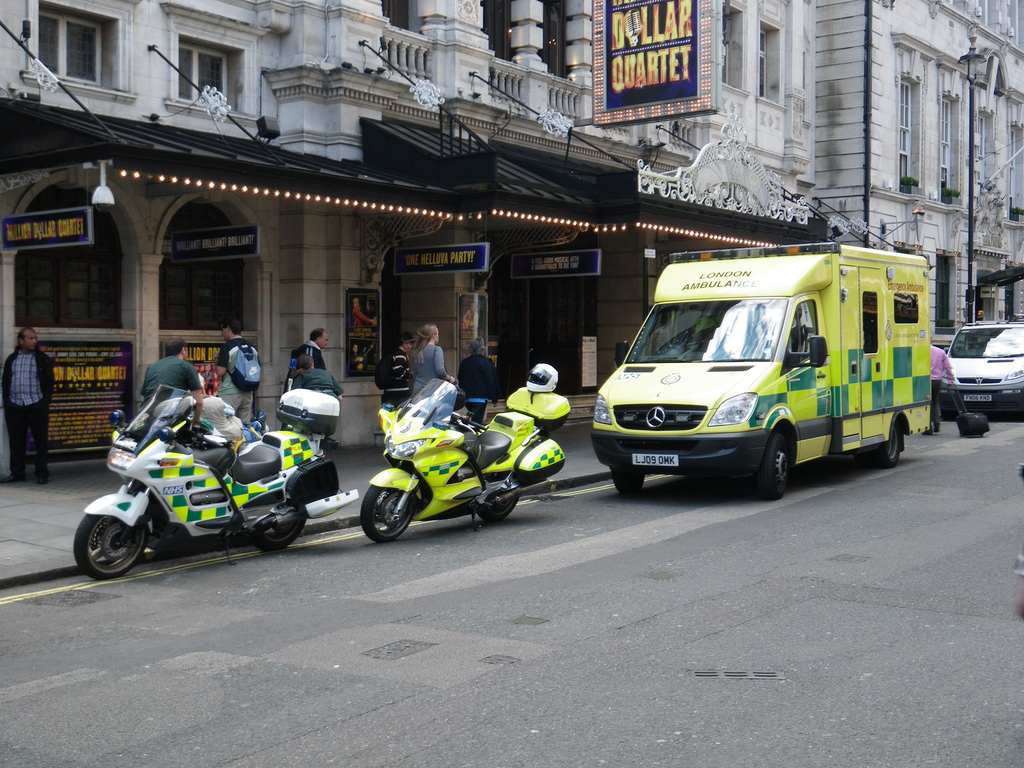
倫敦市中心緊急事件現場的LAS車輛

NHS信托倫敦救護服務（英語：London Ambulance Service NHS Trust，縮寫：LAS ) 是一家NHS信托机构，负责运营救護車并应对和处理英格兰大倫敦範圍内的醫療緊急情況。该服务负责响整个大倫敦的999电话以及某些地区的111电话服務，提供分类和建议，以实现适当级别的响应。